# George Stoneman

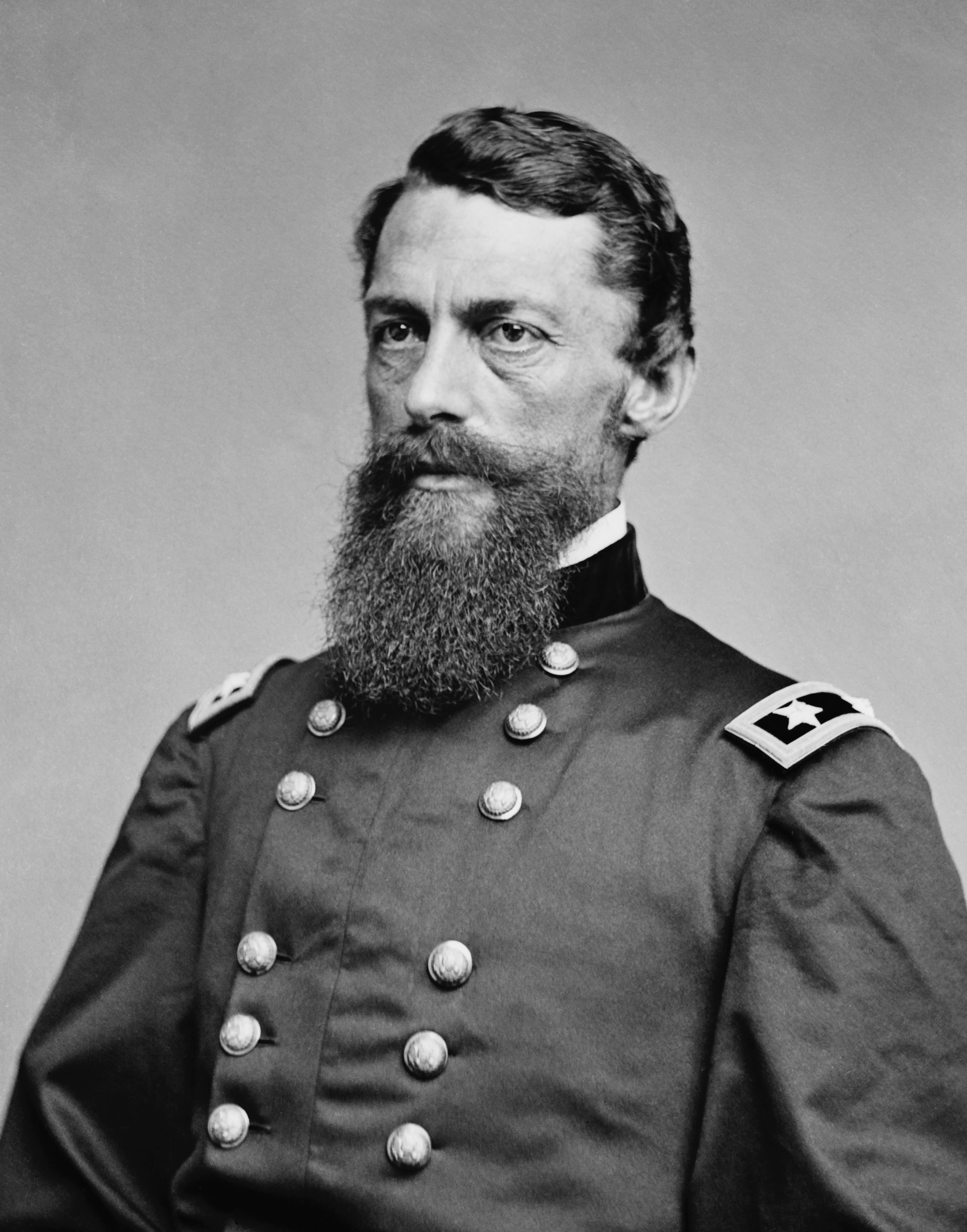
George Stoneman

George Stoneman (* 22. August 1822 in Busti, Chautauqua County, New York; † 5. September 1894 in Buffalo, New York) war ein US-amerikanischer Offizier und Politiker. Während des Bürgerkrieges hatte er den Rang eines Generalmajors im Heer der Union inne; später wurde er der 15. Gouverneur von Kalifornien.

## Frühe Jahre
Stoneman war das erste von zehn Kindern des Farmers und Holzfällers George Stoneman Sr. und dessen Frau Catherine Rebecca Cheney. Er studierte an der Jamestown Academy und absolvierte 1846 die United States Military Academy in West Point. Sein Zimmergenosse in Westpoint war Thomas J. Jackson, der später als „Stonewall“ Jackson im Heer der Konföderation Karriere machen sollte. Nach der Militärakademie wurde Stoneman den Dragonern (Kavallerie) zugeordnet, die im Westen bis einschließlich Kalifornien in Indianerkämpfen eingesetzt waren. Er gehörte auch zu einem militärischen Vermessungstrupp, der die Sierra Nevada kartographierte und mögliche Eisenbahntrassen erkundete. Im März 1855 wurde Stoneman zum Hauptmann (Captain) befördert und dem 2. Kavallerieregiment zugeordnet, das in Texas stationiert war. Dort blieb er bis 1861.

### Bürgerkrieg
Beim Beginn des Bürgerkrieges war Stoneman Kommandeur von Fort Brown, Texas. Er lehnte eine Kapitulation vor den konföderierten Behörden in Texas ab und floh mit den meisten Soldaten seines Kommandos nach Norden. Nach seiner Beförderung zum Major beim 1. Kavallerieregiment wurde er dem Stab von Generalmajor George B. McClellan zugeteilt. Dann erhielt er das Kommando über die Kavallerie der Potomac Armee und wurde am 13. August 1861 zum Brigadegeneral der Freiwilligenarmee befördert. Sein Verhältnis zu McClellan war nicht gut, da dieser die Bedeutung der Kavallerie im Kriege, im Gegensatz zu Stoneman, falsch einschätzte. Diese Fehleinschätzung führte 1862 zu mehreren Niederlagen gegen die Konföderierten unter Generalmajor JEB Stuart. Im weiteren Verlauf des Krieges wurde Stoneman in den Stab nach Washington versetzt. 1864 nahm er an Shermans Feldzug im Süden teil und geriet kurzzeitig in Gefangenschaft. Nach seiner Freilassung war er in North Carolina und Virginia in Kampfhandlungen verwickelt. Inzwischen zum Generalmajor der Freiwilligen ernannt, wurde er im Juni 1865 Kommandeur der Besatzungstruppen in Tennessee. Als in Memphis Unruhen ausbrachen, verhielt er sich passiv und wurde dafür hart kritisiert. Es gab sogar einen Untersuchungsausschuss gegen sein Verhalten, in dem er allerdings freigesprochen wurde.

### Spätere militärische Karriere
Stoneman stand in Opposition zu den Radikalen Republikanern und deren sogenannter Rekonstruktionspolitik. Daher trat er der Demokratischen Partei bei. Im September 1866 wurde er als Oberstleutnant und Brevet-Generalmajor Kommandeur des 1. Militärdistrikts in Arizona. Sein Kommando in Arizona war wegen seines Vorgehens bei Indianeraufständen umstritten. Daher wurde er im Juli 1871 von General George Crook abgelöst, womit Stoneman aus der Armee ausschied.

### Stonemans Laufbahn in Kalifornien
Nach seiner militärischen Zeit zog er nach Los Robles in Kalifornien. Von 1876 bis 1878 war er bei der Eisenbahn beschäftigt, dann zog es ihn in die Politik. Als Mitglied der Demokratischen Partei wurde er 1882 zum 15. Gouverneur des Staates gewählt. Seine Amtszeit währte vom Januar 1883 bis Januar 1887. Er setzte sich für eine Reform des Gefängniswesens ein. In seiner Amtszeit sprach er 260 Begnadigungen aus und bestätigte 146 Gefängnisstrafen. Nach Ende der Legislaturperiode wurde er nicht mehr für eine zweite Amtszeit nominiert. Daher schied er 1887 aus dem Amt aus.

## Weiterer Lebenslauf
Stonemans weiteres Schicksal ist wenig erfreulich. Sein Haus wurde durch ein Feuer zerstört. Es gab Gerüchte, wonach seine politischen Gegner für den Brand verantwortlich gewesen seien. Dieses Ereignis ruinierte sowohl seine Finanzen als auch seine Gesundheit. Zur besseren medizinischen Behandlung zog er wieder nach Buffalo, wo er an den Folgen eines Schlaganfalls starb. George Stoneman war mit Mary Oliver Hardisty verheiratet, mit der er zwei Söhne und zwei Töchter hatte.

## Verschiedenes
Stoneman wurde von Robbie Robertson in dem Song The Night They Drove Old Dixie Down erwähnt, wobei er sich auf die Feldzüge unter Sherman bezieht:

„Virgil Caine is the name, and I served on the Danville train,

’Til Stoneman's cavalry came and tore up the tracks again…“